# Maragheh e Ajabshir (circoscrizione elettorale)
La Circoscrizione di Maragheh e Ajabshir è un collegio elettorale iraniano istituito per l'elezione dell'Assemblea consultiva islamica. 

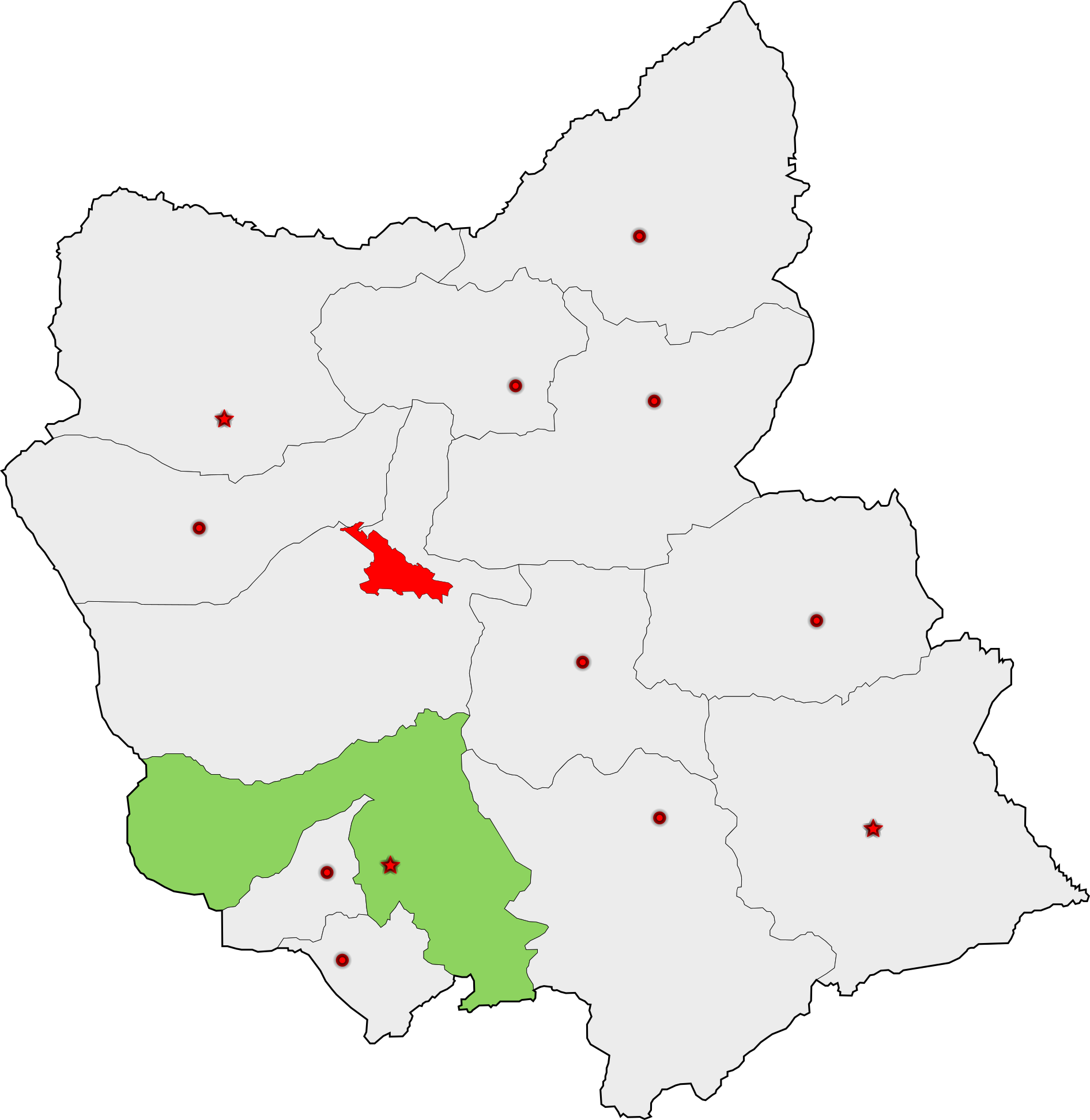
La circoscrizione di Maragheh e Ajabshir, all'interno dell'Azerbaigian Orientale

## Elezioni
Durante le Elezioni parlamentari in Iran del 2012 viene eletto con il 60.35% dei voti (pari a 92,215 preferenze) il principalista Mehdi Davatgari.
Alle Elezioni parlamentari in Iran del 2016 è stato invece l'indipendente Mohammad-Ali Hosseinzadeh, con 26.512 voti al primo turno (18.66%), e 50.980 voti al ballottaggio (54.37%) a trionfare.